# Col d'Aspin
El Col d'Aspin (1.489 m s. n. m.) es un puerto de montaña situado en los Pirineos, en el departamento de los Hautes-Pyrénées en Francia.
Conecta las localidades de Sainte-Marie-de-Campan y Arreau.

## Tour de Francia
El puerto ha formado parte del Tour de Francia 78 veces, debido a que sirve de enlace a numerosos puertos de montaña, como el Col du Tourmalet (2.115 m) y el Col de Peyresourde (1.569 m). La primera vez que se ascendió fue en el año 1910, y la más reciente en el Tour del 2025. En el  Tour de 1950, hubo un altercado en la cima, y el equipo italiano con Gino Bartali y Fiorenzo Magni, sus líderes en aquel momento, abandonaron el Tour.

### Apariciones en el Tour de Francia desde 1927
| Año  | Etapa | Categoría | Inicio              | Fin                          | Primero en la cima       |
| ---- | ----- | --------- | ------------------- | ---------------------------- | ------------------------ |
| 2025 | 14    | 2         | Pau                 | Luchon-Superbagnères         | Lenny Martinez           |
| 2023 | 6     | 1         | Tarbes              | Cauterets-Cambasque          | Neilson Powless          |
| 2022 | 17    | 1         | Saint-Gaudens       | Peyragudes                   | Thibaut Pinot            |
| 2018 | 19    | 1         | Lourdes             | Laruns                       | Julian Alaphilippe       |
| 2016 | 7     | 1         | L'Isle-Jourdain     | Lac de Payolle               | Stephen Cummings         |
| 2015 | 11    | 1         | Pau                 | Cauterets                    | Daniel Martin            |
| 2012 | 16    | 1         | Pau                 | Bagnères-de-Luchon           | Thomas Voeckler          |
| 2010 | 16    | 1         | Bagnères-de-Luchon  | Pau                          | Anthony Charteau         |
| 2009 | 9     | 1         | Saint-Gaudens       | Tarbes                       | Franco Pellizotti        |
| 2008 | 9     | 1         | Toulouse            | Bagnères-de-Bigorre          | Riccardo Riccò           |
| 2006 | 11    | 1         | Tarbes              | Valle de Arán-Pla de Beret   | Fabian Wegmann           |
| 2004 | 12    | 1         | Castelsarrasin      | La Mongie                    | Michael Rasmussen        |
| 2003 | 15    | 1         | Bagnères-de-Bigorre | Luz-Ardiden                  | Sylvain Chavanel         |
| 2001 | 14    | 1         | Tarbes              | Luz-Ardiden                  | Bobby Julich             |
| 1999 | 16    | 1         | Lannemezan          | Pau                          | Mariano Piccoli          |
| 1998 | 10    | 1         | Pau                 | Bagnères-de-Luchon           | Rodolfo Massi            |
| 1997 | 9     | 2         | Pau                 | Loudenvielle                 | Pascal Hervé             |
| 1995 | 15    | 1         | Saint-Girons        | Cauterets–Crêtes du Lys      | Richard Virenque         |
| 1994 | 12    | 1         | Lourdes             | Luz-Ardiden                  | Richard Virenque         |
| 1991 | 13    | 2         | Jaca                | Val-Louron                   | Claudio Chiappucci       |
| 1990 | 16    | 1         | Blagnac             | Luz-Ardiden                  | Claudio Chiappucci       |
| 1989 | 10    | 2         | Cauterets           | Luchon-Superbagnères         | Robert Millar            |
| 1988 | 15    | 1         | Saint-Girons        | Luz-Ardiden                  | Samuel Cabrera           |
| 1986 | 13    | 1         | Pau                 | Luchon-Superbagnères         | Dominique Arnaud         |
| 1985 | 17    | 2         | Toulouse            | Luz-Ardiden                  | José Del Ramo            |
| 1983 | 10    | 1         | Pau                 | Bagnères-de-Luchon           | Patrocinio Jiménez       |
| 1982 | 13    | 1         | Pau                 | Saint-Lary-Soulan–Pla d'Adet | Michel Laurent           |
| 1980 | 13    | 1         | Pau                 | Bagnères-de-Luchon           | Raymond Martin           |
| 1979 | 3     | 1         | Bagnères-de-Luchon  | Pau                          | René Bittinger           |
| 1978 | 11    | 2         | Pau                 | Saint-Lary-Soulan–Pla d'Adet | Michel Laurent           |
| 1977 | 2     | 2         | Auch                | Pau                          | Luis Balagué             |
| 1976 | 15    | 2         | Saint-Lary-Soulan   | Pau                          | Gerben Karstens          |
| 1975 | 11    | 2         | Pau                 | Saint-Lary-Soulan–Pla d'Adet | Lucien Van Impe          |
| 1974 | 17    | 2         | Saint-Lary-Soulan   | La Mongie                    | Jean-Pierre Danguillaume |
| 1973 | 14    | 2         | Bagnères-de-Luchon  | Pau                          | José-Manuel Fuente       |
| 1972 | 8     | 2         | Pau                 | Bagnères-de-Luchon           | Roger Swerts             |
| 1971 | 16A   | 2         | Bagnères-de-Luchon  | Gourette–les-Eaux-Bonnes     | Lucien Van Impe          |
| 1970 | 18    | 1         | Saint-Gaudens       | La Mongie                    | Primo Mori               |
| 1969 | 17    | 2         | La Mongie           | Mourenx                      | Joaquim Galera           |
| 1964 | 16    | 2         | Bagnères-de-Luchon  | Pau                          | Julio Jiménez            |
| 1963 | 11    | 2         | Bagnères-de-Bigorre | Bagnères-de-Luchon           | Guy Ignolin              |
| 1962 | 12    | 3         | Pau                 | Saint-Gaudens                | Federico Bahamontes      |
| 1961 | 17    | 2         | Bagnères-de-Luchon  | Pau                          | Marcel Queheille         |
| 1960 | 11    | 2         | Pau                 | Bagnères-de-Luchon           | Kurt Gimmi               |
| 1959 | 11    | 2         | Bagnères-de-Bigorre | Saint-Gaudens                | Jean Dotto               |
| 1958 | 14    | 2         | Pau                 | Bagnères-de-Luchon           | Federico Bahamontes      |
| 1956 | 12    | 2         | Pau                 | Bagnères-de-Luchon           | Nino Defilippis          |
| 1955 | 17    | 2         | Toulouse            | Saint-Gaudens                | Charly Gaul              |
| 1954 | 12    | 2         | Pau                 | Bagnères-de-Luchon           | Louison Bobet            |
| 1953 | 11    | 2         | Cauterets           | Bagnères-de-Luchon           | Jean Robic               |
| 1952 | 17    | 2         | Toulouse            | Bagnères-de-Bigorre          | Raphaël Geminiani        |
| 1951 | 14    | 2         | Tarbes              | Bagnères-de-Luchon           | Fausto Coppi             |
| 1950 | 11    | 2         | Pau                 | Saint-Gaudens                | Kléber Piot              |
| 1949 | 11    | 2         | Pau                 | Bagnères-de-Luchon           | Apo Lazaridès            |
| 1948 | 8     | 2         | Lourdes             | Toulouse                     | Jean Robic               |
| 1947 | 15    | 1         | Bagnères-de-Luchon  | Pau                          | Jean Robic               |
| 1939 | 9     |           | Pau                 | Toulouse                     | Edward Vissers           |
| 1938 | 8     |           | Pau                 | Bagnères-de-Luchon           | Gino Bartali             |
| 1937 | 15    |           | Bagnères-de-Luchon  | Pau                          | Julián Berrendero        |
| 1936 | 16    |           | Évian-les-Bains     | Aix-les-Bains                | Yvan Marie               |
| 1935 | 16    |           | Bagnères-de-Luchon  | Pau                          | Félicien Vervaecke       |
| 1934 | 17    |           | Bagnères-de-Luchon  | Tarbes                       | Antonin Magne            |
| 1933 |       |           |                     |                              | Vicente Trueba           |
| 1927 |       |           |                     |                              | Nicolas Frantz           |